# Отель «У погибшего альпиниста» (игра)
Отель «У погибшего альпиниста» (англ. Dead Mountaineer's Hotel) — компьютерная игра 2007 года, выполненная в жанре квест по мотивам одноименного произведения братьев Стругацких. Разработчик — Electronic Paradise. Издатель в России — компания Акелла, в мире — Lighthouse Interactive.

## Сюжет
Сюжет игры максимально приближен к сюжету одноимённой повести братьев Стругацких, однако, наряду с оригинальной веткой сюжета, описанной в повести, разработчики внесли два альтернативных варианта исхода событий.
Главный герой игры, инспектор полиции Петер Глебски, прибывает в отель «У погибшего альпиниста», расположенный в отдаленном горном районе и вынужден задержаться в нём надолго, особенно после того, как инспектор обнаруживает труп одного из постояльцев. Вернуться в город или вызвать помощь нет никакой возможности, лавиной завалило единственный выход из долины, и инспектор в одиночку берется найти убийцу. Подозреваемыми становятся все постояльцы, но убийцей может быть только один. В ходе расследования Петер открывает для себя всё больше ужасных тайн, которые хранит отель. Но отступать инспектору нет никакой возможности, от исхода расследования зависит и его собственная жизнь.

## Саундтрек
Музыкальное оформление было подготовлено студией TriHorn Productions.
Саундтрек был издан 29 декабря 2007 года на DVD коллекционной версии игры. Некоторые треки были выложены в свободный доступ на официальном сайте.

## Отзывы
| Сводный рейтинг       | Сводный рейтинг |
| Агрегатор             | Оценка          |
| --------------------- | --------------- |
| GameRankings          | 20 %            |
| Русскоязычные издания |                 |
| Издание               | Оценка          |
| Absolute Games        | 31 %            |
| PlayGround.ru         | 7,4/10          |
| «Страна игр»          | 6,0             |

Игра была неоднозначно воспринята критиками. Большинство рецензентов российских игровых изданий отметило высокое качество 2D графики и качественный саундтрек, с другой стороны отметив крайне низкое для своего времени качество 3D-анимации и бедный геймплей.
Релиз игры обернулся небольшим скандалом, когда перед самым началом продаж обнаружилось, что у всей первой партии, подготовленной на продажу, неправильно отпечатан на дисках код для активации. В итоге вся релизная партия дисков поступила в продажу со специальными наклейками на упаковках, на которых были даны инструкции с правильным кодом.